# O Evangelho de Van Gogh
O Evangelho de Van Gogh (em espanhol El Evangelio de Van Gogh) é um espectáculo performativo das produções D. Mona que dá vida a um dos mais famosos pintores de sempre numa experiência única que une a história do pintor pós-impressionista Vincent Van Gogh, com o seu espírito missionário e artístico irreverentes, aos universos fantásticos da Biblioteca de Nag Hammadi . O espectáculo foi nomeado ao Prémio Nazario da Fundación SGAE.

## O espectáculo
O Evangelho de Van Gogh dá uma nova vida a Vincent Willem van Gogh, o pintor holandês considerado uma das figuras mais famosas e influentes da história da arte ocidental. Criou mais de dois mil trabalhos em pouco mais de uma década, tendo pintado cerca de 860 pinturas a óleo, entre as mais famosas estão A Noite Estrelada (1889), Auto-retrato com a orelha cortada (1889) ou Amendoeira em flor (1890). O teatro une-se à pintura, à música e à dança numa experiência multisensorial.
O Evangelho de Van Gogh une a história do pintor pós-impressionista Vincent Van Gogh aos universos fantásticos do texto gnóstico Pistis Sophia, à Dismaland, de Bansky, e ao evangelho de Maria Madalena. O espectáculo é um evangelho de imagens, catastroficamente feminino: a maçã envenenada da Branca de Neve é a mesma que beijou os lábios de Adão, a cruz de Cristo é aquela que crucifica a mascote da McDonalds, a lua pintada por Gogh é a que foi pisada pelo astronauta James Irwin, e, por fim, as palavras vibrantes de Sophia (Deusa da Sabedoria) transformam o jardim do Éden num parque de diversões. O espectáculo é multilingue, falado em português, espanhol, inglês, taitiano e neerlandês.
Pode ler-se na sinopse:

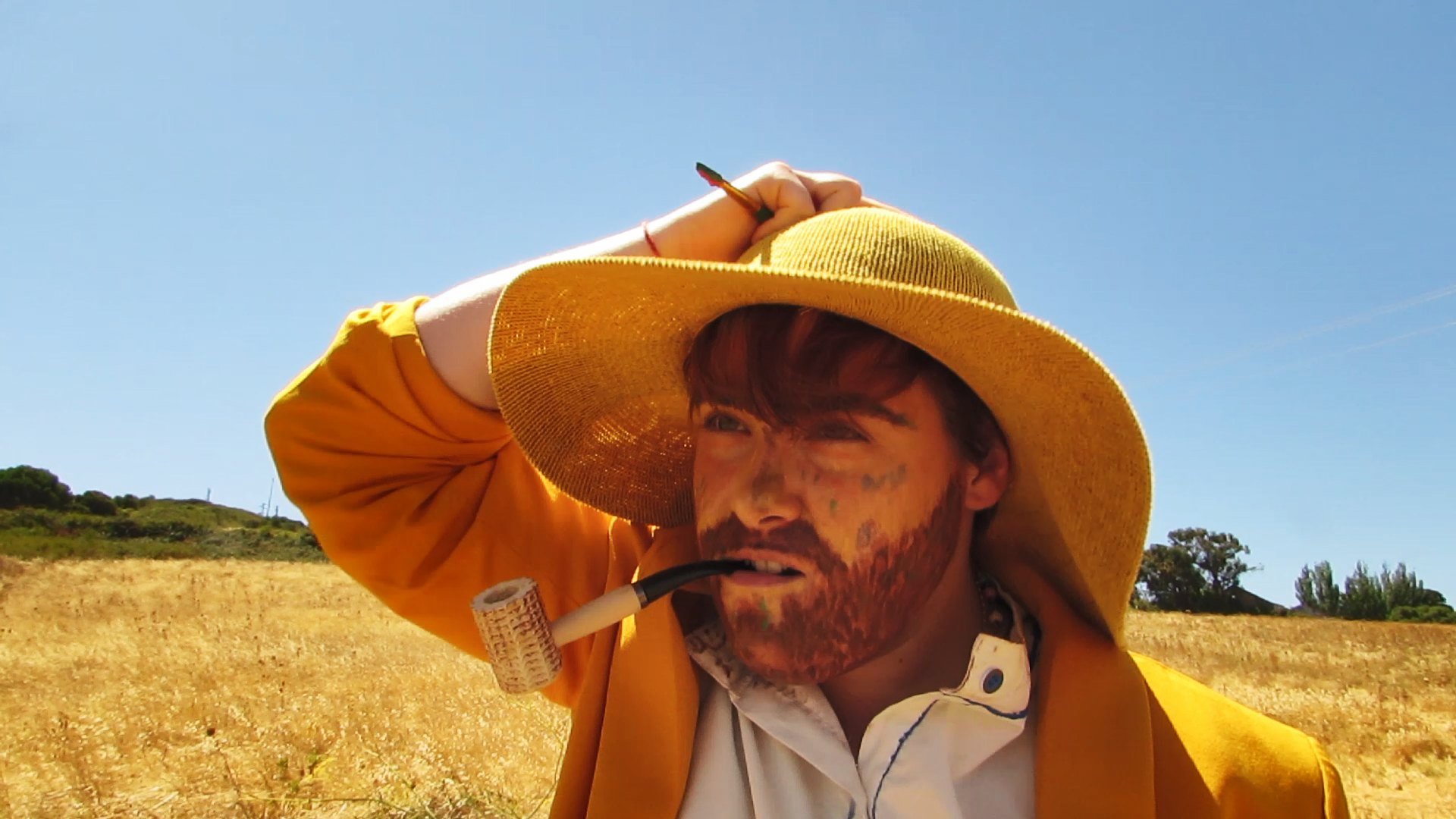
Sílvia Raposo como Vincent Van Gogh

O evangelho de Van Gogh é herege. Raspou a tinta das escrituras para pintar A noite estrelada. O Evangelho de Van Gogh é erótico. Seduziu Paul Gauguin num campo de girassóis. O Evangelho de Van Gogh é astuto. Usou os paus do micado para desenhar os contornos de Eva.
O Evangelho de Van Gogh é instintivo. Arrancou o sagrado coração e escondeu-o na caixa do Monópolio.
O Evangelho de Van Gogh é intrigante. Transformou em batatas o pão da última ceia e travestiu os apóstolos em camponeses do Ródano.
O Evangelho de Van Gogh é arrojado. Sentou bisnagas de cores na roda gigante de Bansky. 
O Evangelho de Van Gogh é subversivo. Licitou as cadeiras de Mabunda e restaurou-as num quarto em Arles.
O evangelho de Van Gogh é vorazmente feminino. Veste em venús de Botticelli um fato Emporio Armani. O evangelho de Van Gogh vive às escuras numa neblosa pós-impressionista com a qual só podemos contactar como amantes de olhos fechados e lâmpadas nos dedos e na boca. As apóstolas de Van Gogh pedem perdão pelo inconveniente, but this is a revolution. 
O espectáculo estreia mundialmente em Sevilha, integrando o festival EL FOC, chegando a Lisboa em Outubro de 2020 ao Centro Cultural de Carnide  e iniciando digressão nacional e internacional a partir desse mês por Cabo Verde e Madrid. A primeira leitura encenada do espectáculo subiu à cena no Salão da Frida, em Coimbra, numa versão live-streaming.
O texto e encenação foram uma criação de Mónica Kahlo e Sílvia Raposo, o elenco é composto pelas actrizes Mónica Kahlo, Sílvia Raposo, Patrícia Borralho e Angela Canez, com ilustração de figurinos pintados pela artista plástica Élia Ramalho, criação e concepção de figurinos e direcção de locução por Helena Raposo, locução Narrativa em voz-off por Patrícia Borralho, Helena Raposo e Linda Valadas, interpretação em vídeo por Edevânia Mateus e Cenografia e desenho de luz e som
por Mónica Kahlo e Sílvia Raposo

## Elenco
- Mónica Kahlo
- Sílvia Raposo
- Patrícia Borralho
- Angela Canez